# Waikiki
Waikiki (o Waikīkī Beach) és un barri i una platja de Honolulu, illa Oahu, Hawaii, Estats Units.
A Waikiki hi ha diversos llocs públics incloent el Kapiʻolani Park, Fort de Russy Military Reservation, Kahanamoku Lagoon, Kūhiō Beach Park i Ala Wai Harbor.

## Etimologia
Waikīkī significa en idioma hawaiià que escup aigua dolça donat que hi desembocaven fonts i rierols que alimentaven una zona d'aiguamolls.

## Història
Aquesta zona era de descans de la reialesa hawaiana durant el segle xix on hi practicaven un tipus de surf.
L'any 1893, George Lycurgus hi va crear la primera zona esportiva de platja anomenant-la "Sans Souci" (del francès: "sense preocupacions"). El mateix any Robert Louis Stevenson hi va fer una estada. La zona de les coordenades 21° 15′ 49″ N, 157° 49′ 17″ O / 21.26361°N,157.82139°O encara s'anomena "Sans Souci Beach".
Actualment la zona està farcida de grans hotels com per exemple, el Hilton Hawaiian Village, el Halekulani hotel, el Waikiki Hotel, i hotels més antics com el Moana Hotel i el Royal Hawaiian Hotel. A la platja hi ha competicions de surf, de ball Hula i de curses de canoes.

## Geografia

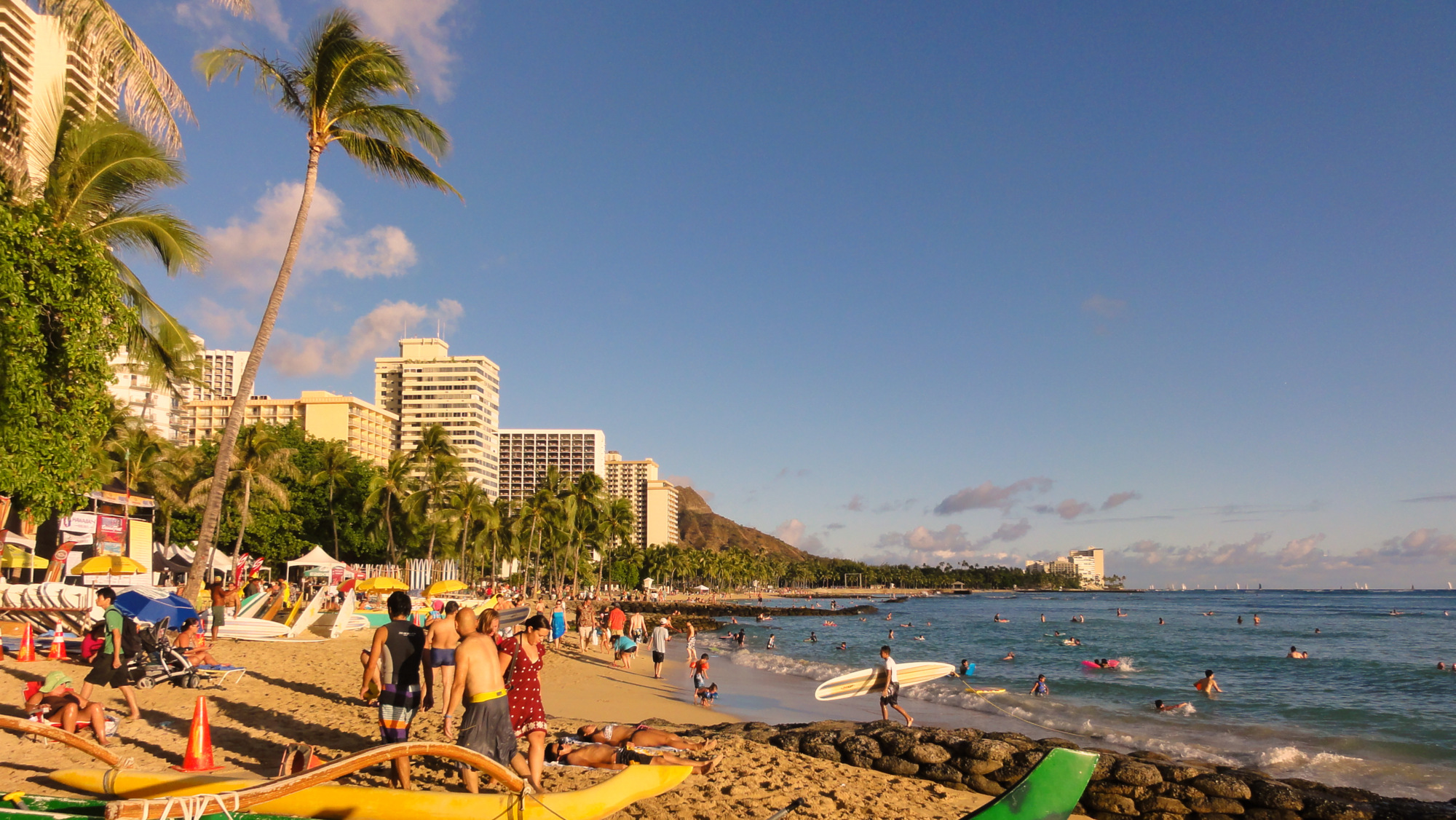
Platja de Waikiki mirant cap a Diamond Head

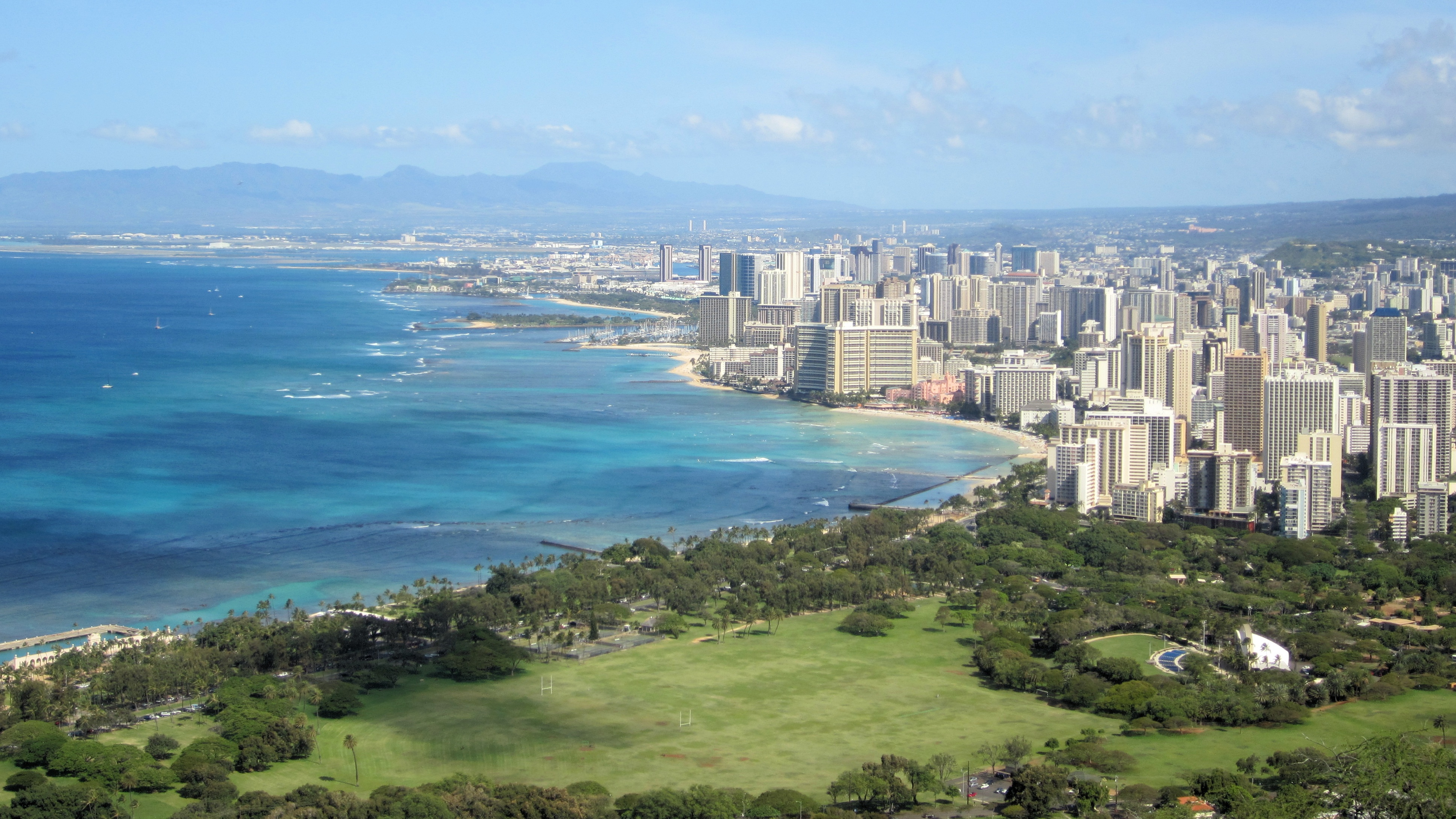
Waikīkī beach vista des de Diamond Head

El barri s'estén des d'Ala Wai Canal (un canal que es va fer per assecar els aiguamolls) a l'oest i Diamond Head a l'est.

## Erosió de la platja

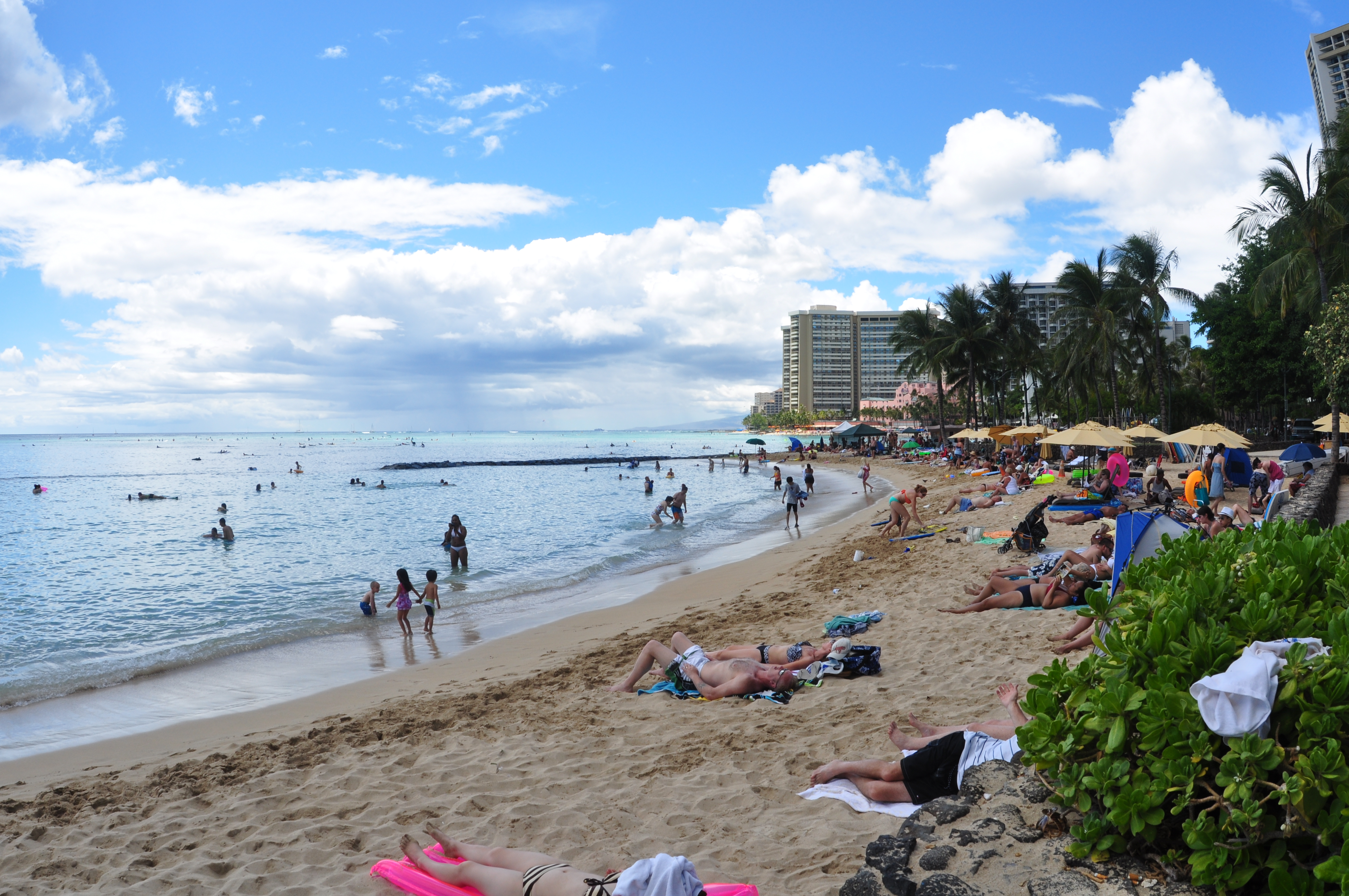
Erosió a Waikiki Beach el 2011

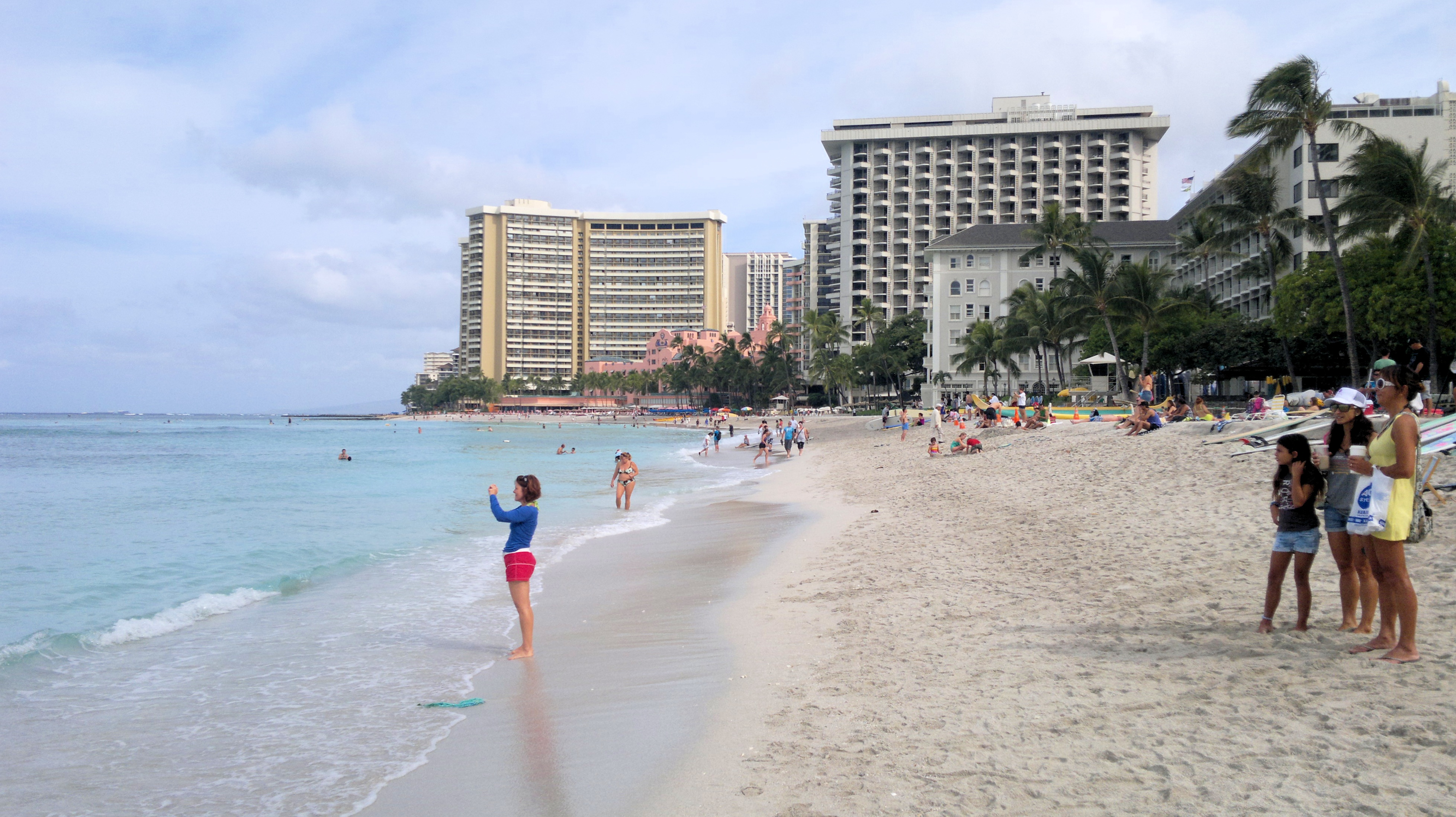
Platja restaurada el juny de 2012

Al llarg del temps, la platja de Waikīkī ha tingut problemes d'erosió i s'han fet actacions per reconstruir-la. Per exemple, en la dècada de 1920 i de 1930 es va importar sorra de Manhattan Beach, Califòrnia. Aquestes importacions de sorra es van aturar a la dècada de 1970. Actualment es tracta d'evitar les pèrdues de sorra per l'acció de les marees.

## Economia
La companyia China Airlines té la seva oficina de Honolulu a Waikīkī.
La companyia japonesa NTT DoCoMo també hi opera de forma limitada per a turistes japonesos.
Hawaiian Airlines té la seva base a Honolulu.

## Galeria fotogràfica

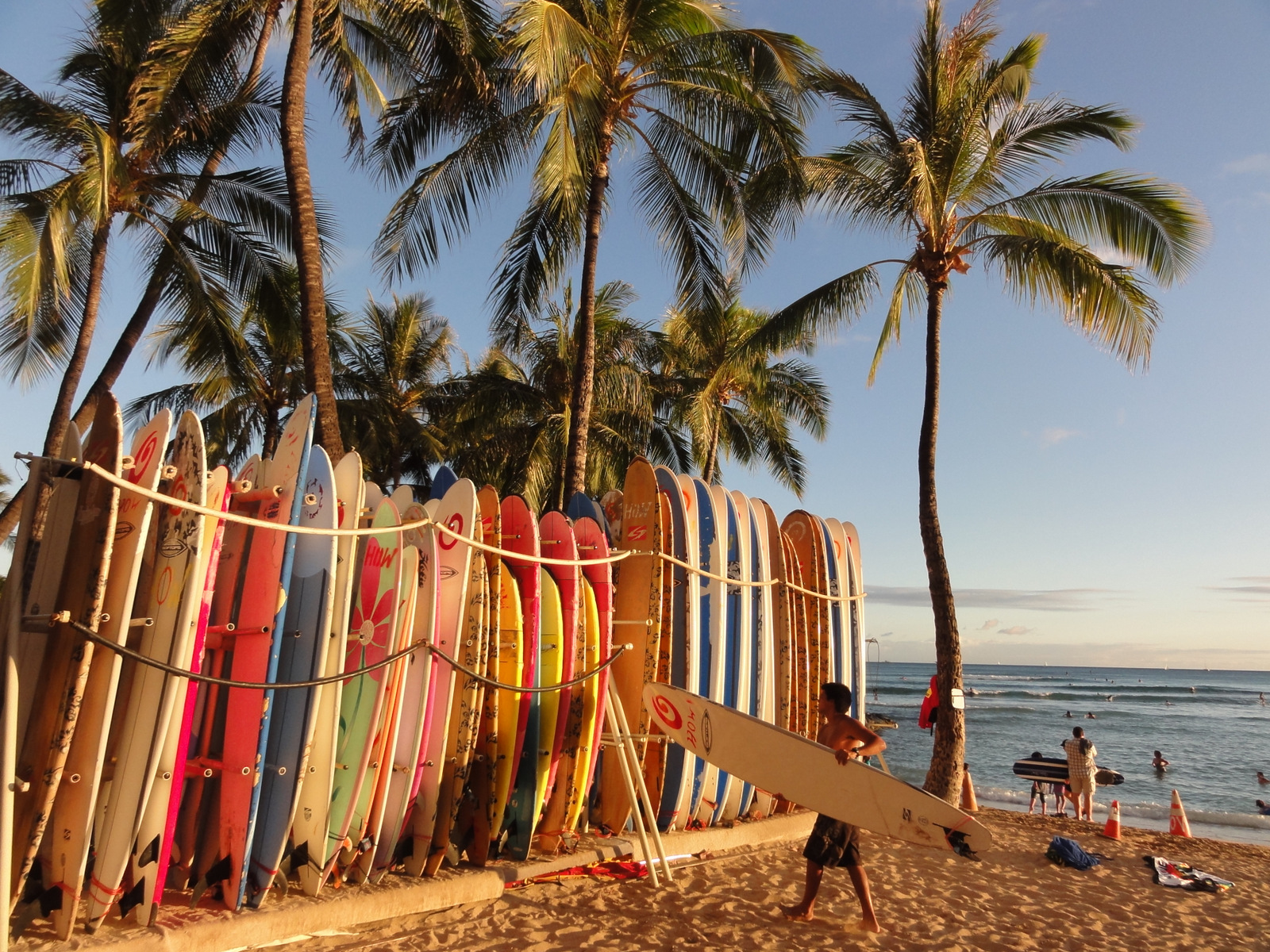
Planxes de surf a Waikiki
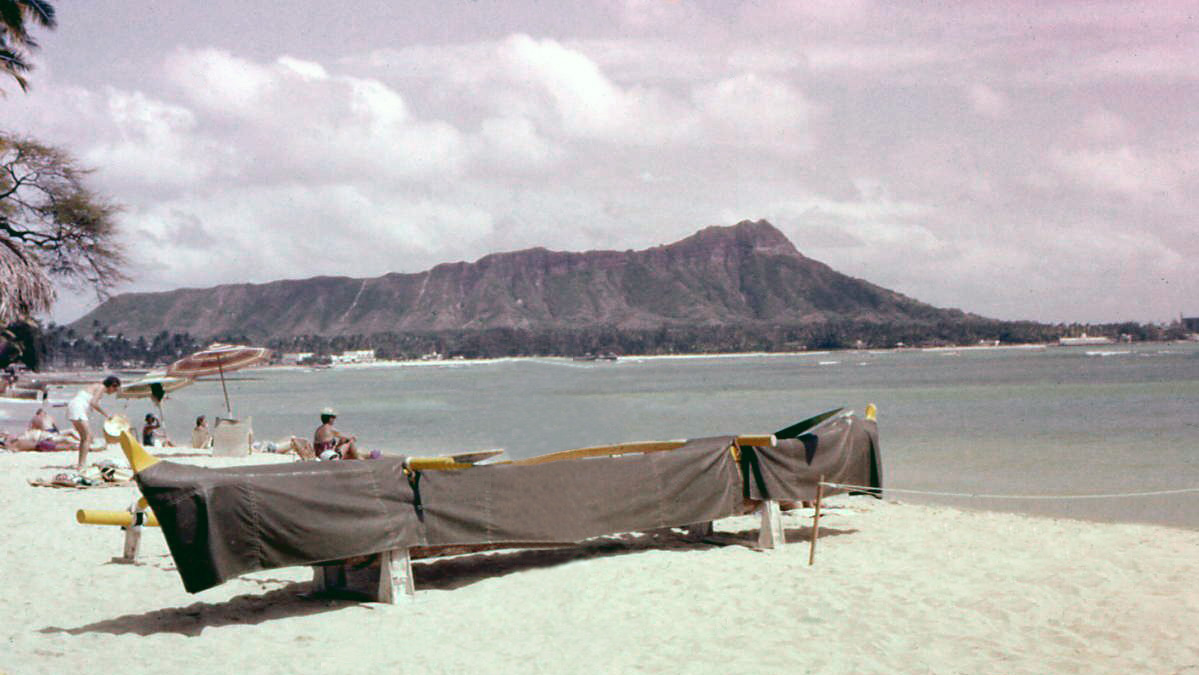
Waikīkī Beach, 1958
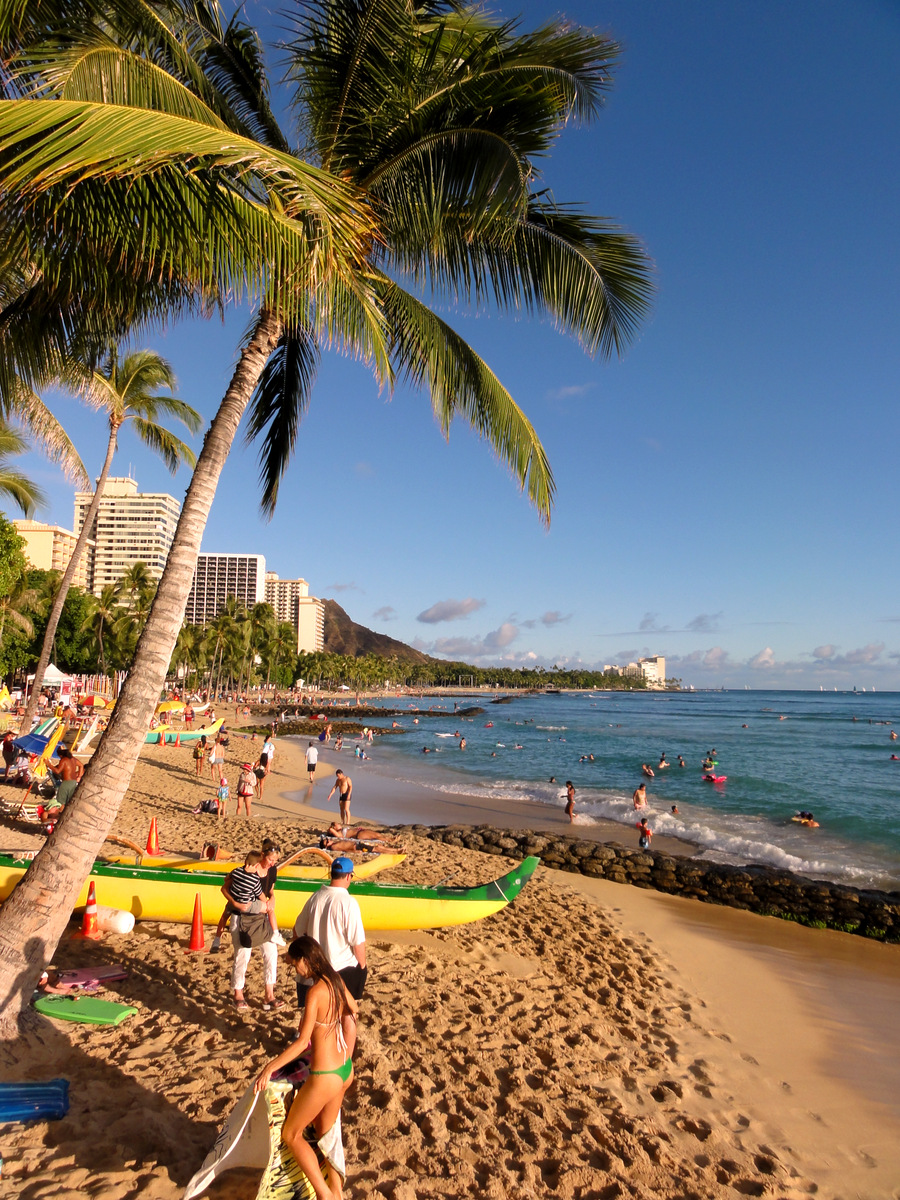
Waikiki Beach
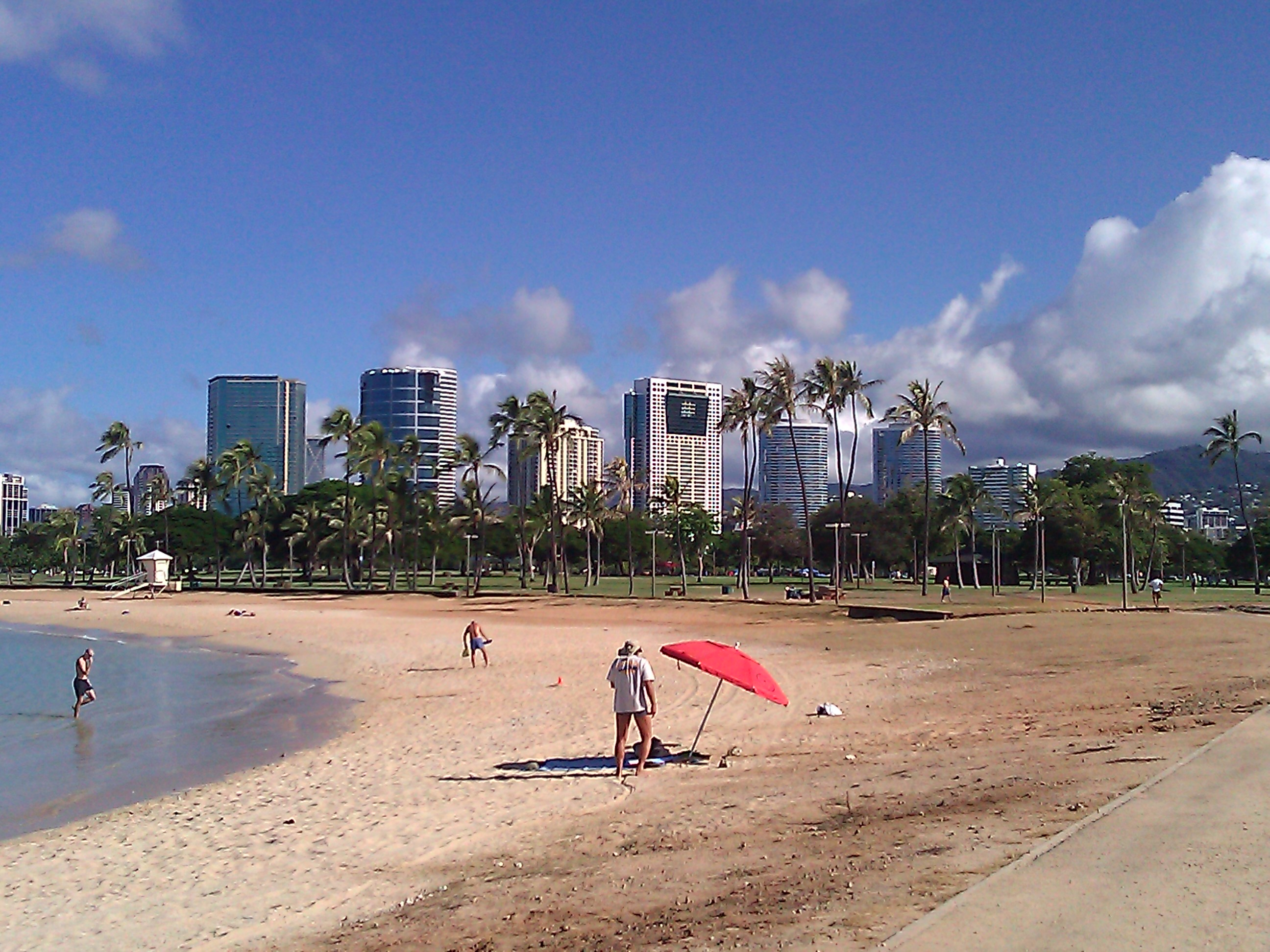
Ala Moana Beach Park